# Strobist
En Strobist er en fotograf som er dedikeret til speciel og kreativ flash-fotografering.

## Nødvendigt udstyr
Omfatter blandt andet:
Spejlreflekskamera, ekstern flash, indbygget flash, fotostativ, reflekterende paraply, gennemlysningsparaply og refleksskærm.
Simplificeret er en strobist er en fotograf, der bruger simpel teknik til kreativt at lægge lys på primært, (men ikke udelukkende) på billeder af mennesker.

## Baggrund
Lyslægning i model/mode/Hollywood kategorien har tidligere været meget krævende, både i forhold til lokaliteter, fotografens tekniske kunnen, og rent logistisk og økonomisk.
I den moderne fotografis barndom, brugte man lamper med konstant lys der eventuelt havde et system med linser, og skærme der kunne koncentrere og dæmpe lyset. Fordelen ved at lægge lyset på denne måde, er at man kan se præcist hvordan lyset bliver, ulemperne er at lamperne bliver varme, er store, kræver meget strøm.
Senere kom studioblitze hvor man dels havde et hjælpe/ pilot lys, som anvendes for at få et indtryk af hvordan, lyset falder, og dels havde et kraftigt blitzrør, som bliver udløst, når billedet bliver taget. Fordelene ved denne teknik, er at man har et godt indtryk af hvordan lyset falder på det færdige billede, medens strømforbrug, varme og størrelsen på lyskilderne er mindre, samtidig med at det lys man lægger på billedet bliver kraftigere.

## Hvad er en strobist?
En strobist bruger pressefotografens foretrukne lyskilde, nemlig batteriblitzen, til at lægge lys, der minder om det modefotografen lægger med studioblitze.
Generelt kan siges at en strobists udstyr er noget mere mobilt end en studiefotografs.

## Historisk
Strobistbevægelsens fader menes at være David Hobby, som siden april 2006 har blogget om lyslægning, i begyndelsen handlede bloggen primært om, hvordan man med et simpelt setup af batteriblitze på stativ, kunne lægge smukt og iøjnefaldende lys.

## Strobist teknologi
Den ældste udgave teknologi til strobist fotografering er ved brug af kabler. En del ældre kamaraer har et stik af PC-connector typen, bruges til at udløse flashen. Med denne teknik kan man flytte blitz og kamera så langt væk fra hinanden, som de kabler man har til rådighed tillader.
De fleste moderne strobister foretrækker dog trådløs udløsning af blitzen, af indlysende årsager.
De fleste producenter af digitale spejlreflekskameraer, har modeller hvor der er indbygget mulighed for at fjernbetjene blitze. 
Fælles for de systemer som kameraproducenterne bruger, er at de tilbyder automatisk og manuel styring af blitzstyrken, og at selve styringen foregår ved hjælp af tilstedeværende lys.
Der er forskel på i hvilket omfang de forskellige producenter har valgt at tilbyde mulighed for fjernstyring, nogle producenter implementeret det i deres serier, andre har udeladt det i deres billigste serier, nogle tilbyder det på alle blitze, og nogle har blitze der ikke tilbyder den fulde funktionalitet, mens deres topmodeller tilbyder det hele.
Udover kameraproducenterne er der andre producenter af fotoudstyr, som leverer hardware til at fjernstyre kameraets blitz. Fælles for disse systemer er, at de bruger radiobølger til at styre blitzene. De fleste kameraer er ikke integreret med apparatets lysmåling og automatik.
Fordelene ved at bruge radiobølger er, at man har længere rækkevidde, man bliver ikke forstyrret af kraftigt dagslys og systemet virker selvom blitzen og kammeraet ikke kan ”se” hinanden, hvilket kan være relevant, da man ofte vil montere paraplyer eller lignende for at opnå den rigtige belysning.
Fordelene ved at vælge at bruge lys til styring af blitzene, som kamera producenterne gør, et at man ofte har lyskilden indbygget, i form af en indbygget miniblitz.